# 金丘庸
金 丘庸（キム・グヨン、1922年2月5日 - 2001年12月28日）は、大韓民国の詩人。慶尚北道出身。

## 略歴
慶尚北道尚州郡牟東面壽峰里（現在の慶尚北道尚州市）で生まれる。本名は金永卓。仏門に帰依。第二次世界大戦終戦直前まで東鶴寺などで、儒佛仙三家の経典や、泰西の古典などを渉猟する。終戦直後に上京、成均館大学に籍を置き、1049年雑誌「新天地」に『山中夜(산중야)』『白塔頌(백탑송)』などの詩を発表し、文学活動を始める。
本格的な作品活動は、朝鮮戦争（6.25動乱）以降、釜山に居住するようになってからである。1953年春「文芸」の新春号に『脱出(탈출)』を発表して以来、『散在(산재)』·『今日(오늘)』など、漢字語勢が強い詩世界を展開しながら注目を浴びた。